# Delaria
Delaria – rodzaj stawonogów z wymarłej gromady trylobitów, z rzędu Proetida.
Żył w okresie permu (sakmar – gwadalup).